# Akira Kamiya
Akira Kamiya (神谷 明?, Kamiya Akira; Yokohama, 18 settembre 1946) è un doppiatore e attore giapponese.
La sua vera fama gli viene dal lavoro nell'animazione: è stato candidato 11 volte di seguito al premio di miglior voce maschile dell'anno, vincendo 10 volte. 
I suoi personaggi più noti sono: Kenshiro (Hokuto no Ken/Ken il guerriero), Ryo Saeba (City Hunter),   Shutaro Mendo (Urusei Yatsura/Lamù), Shun Mitaka (Maison Ikkoku/Cara dolce Kyoko), Roy Fokker (Macross/Robotech), Suguru Kinniku (Kinnikuman) e Kogoro Mori (Detective Conan, prima voce). In Saint Seiya (I Cavalieri dello Zodiaco) interpreta Atlas della Corona dei saint di Apollo (nel film La leggenda dei guerrieri scarlatti), Algol di Perseus nella prima parte e Orion/Sigfried (Sigfrido) dei god warrior di Odino (saga di Asgard).

## Ruoli interpretati

### Serie animate
- City Hunter (Ryo Saeba)
- Combattler V (Kazuo Yamamoto)
- Detective Conan (Kogoro Mori; ep. 1-548)
- Fortezza superdimensionale Macross (Roy Fokker)
- Gaiking il robot guerriero (Sanshiro Suwabaki)
- General Daimos (Kazuya Ryuzaki)
- Getter Robot (Ryoma Nagare)
- Getter Robot G (Ryoma Nagare)
- Jenny la ragazza del judo (Shinnosuke Kazamatsuri)
- Ken il guerriero (Kenshiro)
- Kinnikuman (Suguru Kinniku, Tatsunori Kinniku)
- Kinnikuman: Perfect Origin Arc (Mayumi Kinniku, Principe Kamehame)
- Kyashan - Il ragazzo androide (Androide #5/George)
- L'isola del tesoro (Puppy)
- Le nuove avventure di Pinocchio (Narratore)
- Lamù, la ragazza dello spazio (Shutaro Mendo)
- Maison Ikkoku - Cara dolce Kyoko (Shun Mitaka)
- Sailor Moon S (Professor Sōichi Tomoe, Germatoid)
- Sailor Moon Sailor Stars (Professor Sōichi Tomoe)

### OAV
- Dangaio (Rol Kuran)
- Getter Robot - The Last Day (Narratore)
- Legend of the Galactic Heroes (Baghdash)
- Macross Zero (Roy Fokker)
- Record of Lodoss War (Lord Ashram)

### Film animati
- Chirin no suzu (Chirin adulto)
- City Hunter: Private Eyes (Ryo Saeba)
- City Hunter The Movie: Angel Dust (Ryo Saeba)
- Detective Conan - Fino alla fine del tempo (Kogoro Mori)
- Detective Conan - L'asso di picche (Kogoro Mori)
- Detective Conan - L'ultimo mago del secolo (Kogoro Mori)
- Detective Conan - Solo nei suoi occhi (Kogoro Mori)
- Detective Conan - Trappola di cristallo (Kogoro Mori)
- Detective Conan - Il fantasma di Baker Street (Kogoro Mori)
- Dragon Ball Z - La vendetta divina (Garlic Jr.)
- Ken il guerriero (film) (Kenshiro)
- I Cavalieri dello zodiaco - La leggenda dei guerrieri scarlatti (Atlas)
- Il Grande Mazinga contro Getta Robot (Ryoma Nagare)
- Il Grande Mazinga contro Getta Robot G (Ryoma Nagare)
- Lupin III vs Detective Conan (Kogoro Mori)
- Macross - Il film (Roy Fokker)
- Pom Poko (Tamasaburo)
- Siamo in 11! (Tadatos "Tada" Lane)
- Slayers Gorgeous (Lord Culvert)
- Twilight of the Dark Master (Huang Long)
- UFO Robot Goldrake, il Grande Mazinga e Getta Robot G contro il Dragosauro (Ryoma Nagare)

### Videogiochi
- Detective Conan: Il caso Mirapolis (Kogoro Mori)
- Guilty Gear -STRIVE- (Paracelsus)
- Jump Force (Ryo Saeba)
- Kingdom Hearts (Iago)
- Master Detective Archives: Rain Code (Number One of the WDO)
- Red Alert (Guy Kazama)
- Sakura Wars 2: Thou Shalt Not Die (Keigo Kyogoku)
- Super Robot Wars Alpha (Ryoma Nagare, Akira Hibiki, Roy Fokker)
- Super Robot Wars Alpha Gaiden (Ryoma Nagare, Akira Hibiki, Roy Fokker)
- Super Robot Wars Alpha 2 (Ryoma Nagare, Sanshiro Suwabaki, Kazuya Ryuzaki)
- Super Robot Wars Alpha 3 (Ryoma Nagare, Akira Hibiki, Sanshiro Suwabaki, Kazuya Ryuzaki, Roy Fokker)
- Super Robot Wars A Portable (Ryoma Nagare, Kazuya Ryuzaki)
- Super Robot Wars Z (Ryoma Nagare)
- Tobal No. 1 (Gren Kuts)
- Tobal 2 (Gren Kuts)

### Ruoli doppiati
- Aladdin (Iago)
- Il ritorno di Jafar (Iago)
- Aladdin (serie animata) (Iago)
- Aladdin e il re dei ladri (Iago)
- Thumbelina (Pollicina) (Porfirio)